# Saison 5 de Haven
Chronologie
Saison 4
Cet article présente les vingt-six épisodes de la cinquième et dernière saison de la série télévisée américano-canadienne Haven.

## Distribution

### Acteurs principaux
- Emily Rose (VF : Laura Blanc) : Audrey Parker / Sarah Vernon / Lucy Ripley / Lexie DeWitt / Mara / Veronica / Paige
- Eric Balfour (VF : Jérémy Bardeau) : Duke Crocker
- Lucas Bryant (VF : Jean-Alain Velardo) : Nathan Wuornos

### Acteurs récurrents
- Richard Donat (en) (VF : Thierry Murzeau) : Vince Teagues
- John Dunsworth (VF : Jean-Pierre Becker) : Dave Teagues
- Adam Copeland « Edge » (VF : Éric Marchal) : Dwight Hendrickson
- Kirsty Hinchcliffe (VF : Catherine Desplaces) : Rebecca Rafferty
- Jayne Eastwood (VF : Jocelyne Darche) : Gloria
- Molly Dunsworth : Vikki Dunton
- Laura Mennell (VF : Adeline Forlani) : Dr Charlotte Cross, la mère de Mara / Audrey
- Kris Lemche (VF : Yoann Sover) : Seth Byrne
- Jason Reso (VF : Marc Saez) : McHugh
- Tamara Duarte : Hailie Colton
- William Shatner (VF : Emmanuel Jacomy) : le Croatoan
- Gabrielle Trudel (VF : Clara Quilichini) : Lizzie Hendrickson
- Jason Priestley (VF : Luq Hamet) : Chris Brody
- Colin Ferguson (VF : Philippe Vincent) : William

### Invités
- Paul Braunstein (VF : Gilbert Levy) : Mitchell (3 épisodes)
- Bernard Robichaud (VF : Marc Saez) : Kirk Bowers (3 épisodes)

## Production

### Développement
Le 28 janvier 2014, la série a été renouvelée pour cette cinquième saison composée de vingt-six épisodes,, dont les treize premiers seront diffusés à partir du 11 septembre 2014 et les treize derniers le seront en 2015.

### Casting
En juin 2014, Laura Mennell a obtenu le rôle récurrent d'Erin Reid, une scientifique lors de cette saison.
En octobre 2014, Jay Reso, alias WWE Superstar Christian, décroche un rôle pour trois épisodes ou plus.
En novembre 2014, William Shatner a obtenu un rôle récurrent lors de la saison.

### Tournage
Le tournage des treize premiers épisodes a débuté le 22 avril 2014 à Halifax en Nouvelle-Écosse, au Canada.

## Liste des épisodes

### Épisode 1:Celui qui ne voulait rien voir
- États-Unis : 11 septembre 2014 sur Syfy[3]
- Canada : 18 septembre 2014 sur Showcase[9]
- France : 3 mars 2015 sur Syfy France[10]
- Québec : 8 avril 2015 sur AddikTV[11]

- États-Unis : 1,04 million de téléspectateurs[12] (première diffusion)

### Épisode 2:Celui qui ne voulait rien entendre
- États-Unis : 18 septembre 2014 sur Syfy
- Canada : 25 septembre 2014 sur Showcase
- France : 10 mars 2015 sur Syfy France
- Québec : 15 avril 2015 sur AddikTV

- États-Unis : 1,02 million de téléspectateurs[13] (première diffusion)

Duke est toujours à la recherche de Jennifer, quand Dwight est appelé pour identifier un corps.

### Épisode 3:Dans la lumière
- États-Unis : 25 septembre 2014 sur Syfy
- Canada : 2 octobre 2014 sur Showcase
- France : 10 mars 2015 sur Syfy France
- Québec : 22 avril 2015 sur AddikTV

- États-Unis : 849 000 téléspectateurs[14] (première diffusion)

Après avoir capturé Mara, Nathan constate que la personnalité d'Audrey est encore en elle. Il décide de l'emmener dans une maison dans les bois afin de la faire « revenir ».

### Épisode 4:Une affection peut en cacher une autre
- États-Unis : 2 octobre 2014 sur Syfy
- Canada : 9 octobre 2014 sur Showcase
- France : 17 mars 2015 sur Syfy France[10]
- Québec : 29 avril 2015 sur AddikTV

- États-Unis : 721 000 téléspectateurs[15] (première diffusion)

Mara aide Duke à se débarrasser d'une affection afin qu'il n'explose pas, mais en réalité, pour le mettre hors d'état de nuire, elle active en lui une autre affection, le « charabia ».

### Épisode 5:L'habit ne fait pas le moine
- États-Unis : 10 octobre 2014 sur Syfy
- Canada : 16 octobre 2014 sur Showcase
- France : 17 mars 2015 sur Syfy France[10]
- Québec : 6 mai 2015 sur AddikTV

- États-Unis : 824 000 téléspectateurs[16] (première diffusion)

### Épisode 6:Interversions
- États-Unis : 17 octobre 2014 sur Syfy
- Canada : 23 octobre 2014 sur Showcase
- France : 24 mars 2015 sur Syfy France[10]
- Québec : 13 mai 2015 sur AddikTV

- États-Unis : 945 000 téléspectateurs[17] (première diffusion)

### Épisode 7:L'Homme invisible
- États-Unis : 24 octobre 2014 sur Syfy
- Canada : 30 octobre 2014 sur Showcase
- France : 24 mars 2015 sur Syfy France[10]
- Québec : 20 mai 2015 sur AddikTV

- États-Unis : 758 000 téléspectateurs[18] (première diffusion)

### Épisode 8:Dans l'ombre
- États-Unis : 31 octobre 2014 sur Syfy
- Canada : 6 novembre 2014 sur Showcase
- France : 31 mars 2015 sur Syfy France[10]
- Québec : 27 mai 2015 sur AddikTV

- États-Unis : 847 000 téléspectateurs[19] (première diffusion)

### Épisode 9:Morbidité
- États-Unis : 7 novembre 2014 sur Syfy
- Canada : 13 novembre 2014 sur Showcase
- France : 31 mars 2015 sur Syfy France[10]
- Québec : 3 juin 2015 sur AddikTV

- États-Unis : 789 000 téléspectateurs[20] (première diffusion)

### Épisode 10:Mortalité
- États-Unis : 14 novembre 2014 sur Syfy
- Canada : 20 novembre 2014 sur Showcase
- France : 7 avril 2015 sur Syfy France[10]
- Québec : 10 juin 2015 sur AddikTV

- États-Unis : 863 000 téléspectateurs[21] (première diffusion)

### Épisode 11:Transformations
- États-Unis : 21 novembre 2014 sur Syfy
- Canada : 27 novembre 2014 sur Showcase
- France : 7 avril 2015 sur Syfy France[10]
- Québec : 17 juin 2015 sur AddikTV

- États-Unis : 768 000 téléspectateurs[22] (première diffusion)

### Épisode 12:Alchimie
- États-Unis : 28 novembre 2014 sur Syfy
- Canada : 4 décembre 2014 sur Showcase
- France : 14 avril 2015 sur Syfy France[10]
- Québec : 24 juin 2015 sur AddikTV

- États-Unis : 871 000 téléspectateurs[23] (première diffusion)

### Épisode 13:L'Élue
- États-Unis : 5 décembre 2014 sur Syfy
- Canada : 11 décembre 2014 sur Showcase
- France : 14 avril 2015 sur Syfy France[10]
- Québec : 1er juillet 2015 sur AddikTV

- États-Unis : 914 000 téléspectateurs[24] (première diffusion)

### Épisode 14:Derrière la brume
- États-Unis : 8 octobre 2015 sur Syfy[25]
- Canada : 11 octobre 2015 sur Showcase[26]
- Québec : 4 janvier 2016 sur AddikTV[réf. nécessaire]
- France : 22 mars 2016 sur Syfy France[27]

- États-Unis : 745 000 téléspectateurs[28] (première diffusion)

### Épisode 15:Obscurité
- États-Unis : 8 octobre 2015 sur Syfy[25]
- Canada : 11 octobre 2015 sur Showcase
- Québec : 11 janvier 2016 sur AddikTV
- France : 22 mars 2016 sur Syfy France[27]

- États-Unis : 552 000 téléspectateurs[28] (première diffusion)

### Épisode 16:Le Procès de Nathan
- États-Unis : 15 octobre 2015 sur Syfy
- Canada : 18 octobre 2015 sur Showcase
- Québec : 18 janvier 2016 sur AddikTV
- France : 22 mars 2016 sur Syfy France[27]

- États-Unis : 695 000 téléspectateurs[29] (première diffusion)

### Épisode 17:Le Marchand de sable
- États-Unis : 22 octobre 2015 sur Syfy
- Canada : 25 octobre 2015 sur Showcase
- Québec : 25 janvier 2016 sur AddikTV
- France : 22 mars 2016 sur Syfy France[27]

- États-Unis : 585 000 téléspectateurs[30] (première diffusion)

### Épisode 18:Mauvaise Pioche
- États-Unis : 29 octobre 2015 sur Syfy
- Canada : 1er novembre 2015 sur Showcase
- Québec : 1er février 2016 sur AddikTV
- France : 29 mars 2016 sur Syfy France[27]

- États-Unis : 645 000 téléspectateurs[31] (première diffusion)

### Épisode 19:Perditus
- États-Unis : 5 novembre 2015 sur Syfy
- Canada : 8 novembre 2015 sur Showcase
- Québec : 8 février 2016 sur AddikTV
- France : 29 mars 2016 sur Syfy France[27]

- États-Unis : 796 000 téléspectateurs[32] (première diffusion)

### Épisode 20:La Femme mystère
- États-Unis : 12 novembre 2015 sur Syfy
- Canada : 15 novembre 2015 sur Showcase
- Québec : 15 février 2016 sur AddikTV
- France : 29 mars 2016 sur Syfy France[27]

- États-Unis : 724 000 téléspectateurs[33] (première diffusion)

### Épisode 21:De retour
- États-Unis : 19 novembre 2015 sur Syfy
- Canada : 22 novembre 2015 sur Showcase
- Québec : 22 février 2016 sur AddikTV
- France : 5 avril 2016 sur Syfy France[27]

### Épisode 22:Une question de temps
- États-Unis : 26 novembre 2015 sur Syfy
- Canada : 29 novembre 2015 sur Showcase
- Québec : 29 février 2016 sur AddikTV
- France : 5 avril 2016 sur Syfy France[27]

- États-Unis : 533 000 téléspectateurs[35] (première diffusion)

### Épisode 23:À l'aveugle
- États-Unis : 3 décembre 2015 sur Syfy
- Canada : 6 décembre 2015 sur Showcase
- Québec : 7 mars 2016 sur AddikTV
- France : 5 avril 2016 sur Syfy France[27]

- États-Unis : 626 000 téléspectateurs[36] (première diffusion)

### Épisode 24:L'étau se resserre
- États-Unis : 10 décembre 2015 sur Syfy
- Canada : 13 décembre 2015 sur Showcase
- Québec : 14 mars 2016 sur AddikTV
- France : 12 avril 2016 sur Syfy France[27]

- États-Unis : 741 000 téléspectateurs[37] (première diffusion)

### Épisode 25:Ici et Maintenant
- États-Unis : 17 décembre 2015 sur Syfy
- Canada : 20 décembre 2015 sur Showcase
- Québec : 21 mars 2016 sur AddikTV
- France : 12 avril 2016 sur Syfy France[27]

- États-Unis : 679 000 téléspectateurs[38] (première diffusion)

Nathan Duke, Audrey et les autres unissent leurs forces pour reconstruire la Grange, malgré de nombreux obstacles.

### Épisode 26:Pour toujours
- États-Unis : 17 décembre 2015 sur Syfy
- Canada : 20 décembre 2015 sur Showcase
- Québec : 28 mars 2016 sur AddikTV
- France : 12 avril 2016 sur Syfy France[27]

- États-Unis : 528 000 téléspectateurs[38] (première diffusion)